# National Board of Review Awards 1939
L'11ª edizione dei National Board of Review Awards si è tenuta il 24 dicembre 1939.

## Classifiche

### Migliori dieci film
- Confessione di una spia nazista (Confessions of a Nazi Spy), regia di Anatole Litvak
- Cime tempestose (Wuthering Heights), regia di William Wyler
- Ombre rosse (Stagecoach), regia di John Ford
- Ninotchka, regia di Ernst Lubitsch
- Alba di gloria (Young Mr. Lincoln), regia di John Ford
- Crisis, regia di Herbert Kline, Hans Burger e Alexander Hammid
- Addio, Mr. Chips! (Goodbye Mr. Chips), regia di Sam Wood
- Mr. Smith va a Washington (Mr. Smith Goes to Washington), regia di Frank Capra
- I ruggenti anni Venti (The Roaring Twenties), regia di Raoul Walsh
- La spia in nero (U-Boat 29), regia di Michael Powell

### Migliori film stranieri
- Il porto delle nebbie (Le quai des brumes), regia di Marcel Carné
- La vita trionfa (Regain), regia di Marcel Pagnol
- Aleksander Nevskij, regia di SSergej Michajlovič Ėjzenštejn
- I prigionieri del sogno (La fin du jour), regia di Julien Duvivier
- La Vita del Dottor Koch (Robert Koch, der Bekämpfer des Todes), regia di Hans Steinhoff

## Premi
- Miglior film: Confessione di una spia nazista (Confessions of a Nazi Spy), regia di Anatole Litvak
- Miglior film straniero: Il porto delle nebbie (Le quai des brumes), regia di Marcel Carné